# الشهداء (مصر)
الشهداء (به عربی: الشهداء) یک شهر در مصر است که در استان منوفیه واقع شده‌است.